# Јура
Јура је геолошка периода мезозоика, која је трајала од 206 до пре 144 милиона година, односно од краја тријаса до почетка креде. У доба јуре почеле су да се стварају континенталне масе какве ми данас познајемо. Развијао се живот у мору, а на копну су почеле да расту папрати, маховине и зимзелене биљке. Јура је позната и као доба које је погодовало изузетном развоју диносауруса.
Прелаз Тријас-Јура обележен је масовним изумирањем врста.

## Подела
Већина геолога у свету данас признаје и примењује поделу јуре на три епохе:
- Доња (рана) јура (Лијас)
- Средња јура (Догер)
- Горња (касна) јура (Малм)

Ранији називи епоха у јури су: црна јура (Лијас), мрка јура (Догер) и бела јура (Малм).
Званична подела према ICS:
| Периода     | Епоха      | Век         | Почетак (Ma) | Крај (Ma) |
| ----------- | ---------- | ----------- | ------------ | --------- |
| Јура        |            |             |              |           |
| Горња јура  | Титониј    | 150,8 ± 4,0 | 145,5 ± 4,0  |           |
| Горња јура  | Кимериџиј  | 155,7 ± 4,0 | 150,8 ± 4,0  |           |
| Горња јура  | Оксфордиј  | 161,2 ± 4,0 | 155,7 ± 4,0  |           |
| Средња јура | Келовиј    | 164,7 ± 4,0 | 161,2 ± 4,0  |           |
| Средња јура | Батиј      | 167,7 ± 3,5 | 164,7 ± 4,0  |           |
| Средња јура | Бајесиј    | 171,6 ± 3,0 | 167,7 ± 3,5  |           |
| Средња јура | Алениј     | 175,6 ± 2,0 | 171,6 ± 3,0  |           |
| Доња јура   | Тоарсиј    | 183,0 ± 1,5 | 175,6 ± 2,0  |           |
| Доња јура   | Пленсбахиј | 189,6 ± 1,5 | 183,0 ± 1,5  |           |
| Доња јура   | Синемуриј  | 196,5 ± 1,0 | 189,6 ± 1,5  |           |
| Доња јура   | Хетанжиј   | 199,6 ± 0,6 | 196,5 ± 1,0  |           |

## Палеогеографија
Током јуре океани су били много пространији него у тријасу. Ниво јурских океана се подигао и поплављени су велики делови континента. Плитка епиконтинентална мора излила су се из Тестиса и прото Атлантика и раширила се по Европи.
За време доње јуре, суперконтинент Пангеа се раздвојио на Северну Америку, Еуразију и Годнвану. Међутим, рани Атлантски и Тетис океани били су релативно уски. У касној јури се јужни континент Гондвана почео распадати те како се Тетис затворио, тако је настао басен Неотетис. Клима је била топла без доказа о глацијацији. Исто као и у тријасу, изгледа да није било копна на половима, исто као ни великих поларних капа. Постоји богатство геолошких података о јури у Европи, где се морски талози могу пронаћи дуж обала. Плитко море (епиконтинентално море) је било смештено у данашњим равницама САД и Канаде. Већина јурских наслага у САД су континенталне. Важне јурске наслаге постоје у Русији, Индији, Јужној Америци, Јапану, Аустралазији и Великој Британији.

## Фауна

### Водене и морске животиње
У топлим тропским морима дошло је до праве експанзије фитопланктона. Ту спадају динофлагелати, коколитофориди и велика група једноћелијских алги. У новим врстама и фамилијама процват доживљавају и фораминифере и амебе, први пут од перма. Такође, шкољке, пужеви и брахиоподни љускари постају честа појава у морима.
За време јуре, „највиши“ облици живота у морима су биле рибе и морски рептили. У ове друге су спадали ихтиосаури, плезиосаури и морски крокодили из породица Teleosauridae и Metriorhynchidae.
У свету бескичмењака, појавило се неколико нових група:
- планктонска фораминифера и калпионелиди, који су од велике важности за стратиграфију;
- рудисти, гребенска варијанта шкољке;
- белемнити - род Balemnites и Megateuthis; и
- брахиоподе из група terebratulida и rinchonelida

Амонити (ољуштурени главоношци) били су посебно распрострањени и формирали 62 биозоне. Најзначајнији родови: Psiloceras, Arietites, Hidroceras, Pleydelia, Garantiana, Parkinsonia, Macrocephalites, Perisphinetes, Aspidoceras, Ataxioceras и др.
Остаци ових организама, заједно са другим безбројним микроорганизмима тонули су на дно кад угину и затим се претварали у наслаге нафте, које данас има у Северном мору и уз источну обалу Мексика.

### Копнене животиње
Крупни диносаури су били доминантни током јурске периоде.
На копну су велики архозаури остали доминантни међу гмизавцима. Јура је била златно доба за сауроподе - Camarasaurus, Diplodocus, Brachiosaurus, и многе остале који су се појавили касније током ове периоде. Ти биљоједи су били огромне тежине и представљали су огромно оптерећење за вегетацију. Број тих биљоједа су држали под контролом разни диносаури месождери (тероподи), од малих и лаких целопфизида, компсогнатида и орнитолестида, до крупних (од неколико стотина килограма до неколико тона) дилофосаурида, кератосаура, торвосауроида, и алосаурида. Неки од мањих месождера су добили перје и полетели као што су археорнити или праптице.
У слојевима горње јуре први пут се јављају птице које имају особине гмизаваца и птица - Arhepteryx.